# Anthony Beilenson
Anthony Charles Beilenson, född 26 oktober 1932 i New Rochelle, New York, död 5 mars 2017 i Los Angeles, Kalifornien, var en amerikansk advokat och politiker (demokrat). Han var ledamot av USA:s representanthus 1977–1997.
Beilenson efterträdde 1977 Thomas M. Rees som kongressledamot och satt i representanthuset i tjugo år. Han var gift med Dolores Martin.